# Serrulus sinicus
Serrulus sinicus là một loài bọ cánh cứng trong họ Passalidae. Loài này được Hong miêu tả khoa học năm 1983.